# Kanton Carlux
Carlux is een voormalig kanton van het Franse departement Dordogne. Het kanton maakte deel uit van het arrondissement Sarlat-la-Canéda. Het werd opgeheven bij decreet van 21 februari 2014, met uitwerking op 22 maart 2015. Alle gemeenten werden overgedragen aan het kanton Terrasson-Lavilledieu.

## Gemeenten
Het kanton Carlux omvatte de volgende gemeenten:
- Calviac-en-Périgord
- Carlux (hoofdplaats)
- Carsac-Aillac
- Cazoulès
- Orliaguet
- Peyrillac-et-Millac
- Prats-de-Carlux
- Sainte-Mondane
- Saint-Julien-de-Lampon
- Simeyrols
- Veyrignac